# John Carpenter (arbitre)
John Carpenter, né à Dublin le 22 août 1936 et mort le 30 mai 2021 à Clontarf, est un arbitre irlandais de football des années 1970 et 1980. Il est arbitre international de 1970 à 1983.

## Carrière
Il officie dans des compétitions majeures : 
- Coupe d'Irlande de football 1978 (finale)
- Coupe UEFA 1981-1982 (finale aller)